# Rhamdia laticauda
Rhamdia laticauda és una espècie de peix de la família dels heptaptèrids i de l'ordre dels siluriformes.

## Morfologia
Els mascles poden assolir els 22,5 cm de llargària total.

## Distribució geogràfica
Es troba a Centreamèrica: des del centre de Mèxic fins al nord de Panamà (tant al vessant pacífic com a l'atlàntic).